# Bezannes
Bezannes – miejscowość i gmina we Francji, w regionie Grand Est, w departamencie Marna.
Według danych na rok 1990 gminę zamieszkiwało 1031 osób, a gęstość zaludnienia wynosiła 129 osób/km².